# Genève à la Belle Époque
Genève connaît à la fin du XIXe siècle et au début du XXe siècle une période de progrès que la mémoire collective a qualifiée, comme en France, de « Belle Époque »,. À l'exemple d'autres centres urbains européens, la ville-canton profite de son dynamisme économique pour se moderniser et s'embellir.
Si la bourgeoisie genevoise vit alors une période faste, les conditions de vie des couches populaires ne s'améliorent que lentement. Des conflits sociaux marquent le début du XXe siècle, comme la grève générale de 1902, la première de ce genre en Suisse.

## Économie

### La deuxième révolution industrielle à Genève
Durant la seconde révolution industrielle (1870-1910), Genève voit la création de nouveaux secteurs économiques tels que l’automobile, et le développement d’autres secteurs comme celui de la chimie, des produits pharmaceutiques et des machines. Les biens non durables (l’agro-alimentaire et le textile) voient également leur production augmenter durant cette période. La structure de l’emploi change, de nouvelles méthodes de fabrication permettent aux entreprises genevoises de produire et d’exporter plus sur les plans national et international.

#### Pic-Pic
Dans le secteur de l’automobile, plusieurs sociétés telles que les Ateliers de Sécheron et Motosacoche ont construit des voitures. Mais le plus notable est celle de la compagnie “Pic-Pic” qui construit dès 1905 des automobiles (de luxe), vendu plus de vingt mille francs suisses, qui atteint 170 km/h lors d’une course automobile, battant ainsi le record du monde de vitesse. Après la première guerre mondiale, la baisse de la demande, ainsi qu’une mauvaise gestion du capital de la part de la compagnie, provoque son rachat par la Société de banque suisse (SBS), qui fonde une nouvelle société en 1921 produisant des turbines et deux voitures par jour. La production des Pic-Pic cesse définitivement en 1925.

### Tourisme
Genève à la belle époque est marquée par le tourisme, non seulement national mais également international. Genève désire devenir une ville-séjour. L'hôtellerie de luxe prend une grande ampleur après la construction de plusieurs établissements au milieu du XIXe. Le tennis club des Eaux-Vives est agrandi pour accueillir des tournois internationaux et attirer des touristes. En 1906, Genève accueille près de 300 000 touristes. En honneur au Comité International, Genève invite Théodore Roosevelt, président des États-Unis, ce qui met en avant la ville au cœur du tourisme. Les mouettes de Genève transportent sur la rade près de 750 000 passagers. En 1914, l’Association des intérêts de Genève prennent peur des conséquences que cet essor pourrait avoir sur le paysage de cette belle ville et met en priorité la conservation des traditions et des mœurs du pays. Cependant l’industrie du tourisme produit entre 250 et 300 millions de francs par an à l’économie et l'expansion hôtelière ne cesse de croître. Un touriste qui dépense 100 francs pour une chambre, va en dépenser deux à quatre fois plus en repas, achats de montre ou de cigares. Ce qui fait vivre plusieurs secteurs économiques de la ville.

### Banque
En 1857, Genève créa sa propre bourse mais elle sera cependant dépassée quelques années plus tard par Bâle et Zurich dans l’importance des transactions gérées. La ville reste pourtant une place bancaire florissante ayant la capacité jusqu’en 1899 d’imprimer ses propres billets. La prospérité des banques privées, le tourisme de luxe et sa réputation internationale provoquent l'installation à Genève de nombreuses banques suisses et étrangères telles que la Banque Fédérale en 1872, la Banque Populaire Suisse en 1896 ou Le Crédit Lyonnais en 1876. De 1850 environ jusqu’à la fin de la belle époque en 1914 la ville connaît donc un essor bancaire remarquable qui peut se remarquer par les sommes toujours plus élevées qui sont accordées : La Caisse Hypothécaire passe de 20 millions en 1875 à 110 millions en 1914 ou encore la Banque d'Épargne avec 10 millions de dépôt en 1870 puis 80 millions en 1914. Cet essor sera cependant accompagné de nombreuses faillites et crashs due à des développements trop rapides, des problèmes de structure internes, une mauvaise organisation ou encore des ambitions trop grandes. Empiétant les uns sur les autres, les banquiers durent mener une concurrence acharnée qui mena à la création en 1872 d’une association financière devenant en 1890 l’Union Financière de Genève qui au fur et à mesure du temps déborda de ses activités surtout dans des affaires et entreprises internationales. Enfin, la Banque genevoise de prêts et de dépôts créée en 1881 agit principalement comme “banque des banquiers” et devient en 1902 la Banque de Dépôts et de Crédit.

## Démographie
La ville de Genève va quintupler sa population en un siècle, passant de 25 000 habitants en 1814 à 131 000 en 1914 et le canton passera de 31 000 à 172 000 habitants. Cette croissance est due à une forte et constante immigration notamment à cause de raisons économiques.
En 1843, avant la belle époque, la démographie du canton de Genève se déploie lentement mais plutôt régulièrement. La main-d'œuvre domestique se répartit équitablement tout autour de la ville ce qui va amener à une augmentation de catholiques. Alors, l’Union protestante demandera à ne plus engager de domestiques catholiques, mais malgré tout, la ville deviendra finalement mixte.
Dès 1860, le rapport catholiques-protestants va finalement basculer au profit des catholiques : 42 000 pour 40 000 et fera passer la proportion des étrangers de 24 % à environ 42 % entre 1850 et 1914.
Durant la belle époque, en 1914, Genève attire beaucoup de travailleurs, de réfugiés, des communautés françaises, italiennes et russes. Genève attire également les immigrants venant d’autres cantons suisses. Le canton de Genève compte alors 41,2 % d'étrangers.
Un peu plus tard, le taux d’étrangers baissera à un taux de 30,2 % puis pendant l’entre deux guerres, Genève connaîtra une période très difficile et sa population baissera car le canton n’aura pas assez de ressources naturelles et de potentiel agricole pour la population. Cela marquera un temps mort dans les rapports frontaliers alors que jusqu’en 1914 Genève ne cessait d’attirer les frontaliers jusqu’à devenir une agglomération à forte population française.
| Année:                | 1850     | 1880   | 1900    | 1950    |
| Habitants:            | 64 146   | 99 712 | 132 609 | 202 918 |
| % dans la Suisse:     | 2,7 %    | 3,5 %  | 4 %     | 4,3 %   |
| Langues:              |          |        |         |         |
| Français              | Français | 86 414 | 109 741 | 157 372 |
| Allemand              | Allemand | 11 500 | 13 343  | 27 575  |
| Italien               | Italien  | 2 199  | 7 345   | 10 759  |
| Romanche              | Romanche | 50     | 89      | 218     |
| Autres                | Autres   | 1 432  | 2 091   | 6 994   |
| Religion, Confession: |          |        |         |         |
| Protestant            | 34 212   | 48 359 | 62 400  | 102 625 |
| Catholique            | 29 764   | 51 557 | 67 162  | 85 856  |
| Nationalité:          |          |        |         |         |
| Suisses               | 49 004   | 63 688 | 79 965  | 167 726 |
| Étrangers             | 15 142   | 36 024 | 52 644  | 35 192  |

## Politique
À Genève, durant la Belle Époque de nombreux changements vont s’opérer, notamment dans le domaine politique. À titre d’exemple, le référendum va être introduit en 1879, le vote à la commune en 1886 et  l’initiative populaire en 1891. Dès 1892/1893 , les citoyens peuvent voter pour leurs conseillers aux États (décisions prises au niveau national) et dès 1904 ils peuvent élire leurs juges. De ce fait, les patriotes genevois ont la possibilité de mieux exprimer leurs opinions politiques, car ils peuvent, notamment, modifier des lois en vigueur, même si le suffrage universel est déjà présent depuis plusieurs dizaines d’années. Durant la Belle Époque, la fonction de conseiller d’État (décisions prises au niveau cantonal) est compatible avec celle de député du Grand Conseil" et le nombre de députés est augmenté à 100, dès 1882, peu importe la variation de la population. À partir de 1892 est introduite la représentation proportionnelle (systèmes électoraux) et un quorum de 7 % est fixé dès 1912.
Le parti majoritaire à Genève est le parti radical, ce qui engendre des grèves en 1892 et 1902. La grève de 1902 est mise en place par des syndicats et par des employés de tramway. Le mouvement dégénère en grève générale, la première de ce genre en Suisse. La politique genevoise est dominée par quelques grandes figures: le libéral Gustave Ador (qui prend fin en 1897) et les radicaux Georges Favon et Henry Fazy. Ce dernier est à la tête du combat pour séparer l’Église de l’État durant le “Kulturkampf”.
À la fin du XIXe siècle, Genève accueille de nombreux opposants politiques (révolutionnaires, démocrates, socialistes) tels que  Becker, Patek et Lénine, ce dernier vécut à Genève de 1903 à 1904 puis de 1907 à 1908. À titre d’exemple, Genève, au cours de l’an 1893 vit une guerre douanière avec la France, l’année d’après (1894) est qualifiée de tragique dû au fait de nombreux attentats, assassinats et bombes. En 1898, ce fut au tour de l'impératrice d'Autriche d'être assassinée, à Genève, par un anarchiste, un Italien nommé Luigi Lucheni et en 1902, un attentat touche la cathédrale (la porte, fermée, est endommagée par une bombe).

### Système électoral
En 1894, Genève se dote d'un système électoral proportionnel. L’émiettement de la scène politique genevoise pousse toutefois à l’établissement d’un quorum électoral à 7 % des voix pour siéger au Grand Conseil, dès 1910. Après les premières élections cantonales soumises à un quorum de 7 %, le Grand Conseil compte 27 radicaux, 38 démocrates, 17 indépendants, 10 socialistes et jeunes radicaux. Le canton de Genève voit, dans son organisation politique, les principaux partis qui jouent un rôle important au XXe siècle déjà établi

### Montée du socialisme
En 1892, l’actuel Parti socialiste genevois est fondé, son nom est le Parti ouvrier socialiste, le parti obtient huit sièges à la première élection au Grand Conseil. De 1897 à 1904 Genève vit sous un régime très radical, mais certains siègent tout de même au conseil d'État, comme Fritz Thiébaud, le premier, en 1897. Comme les questions sociales gagnent en importance à cette époque, les socialistes passent de 7 à 14 sièges au Grand Conseil. Le Parti socialiste réussit aussi à imposer des référendums populaires obligeant la question de gestion du pouvoir politique. Entre 1875 et 1899, l’endettement du canton est très présent dans le débat politique. L’utilisation de la fiscalité permet de reflouer les caisses d'État.

### Séparation de l'Église et de l'État
En 1906, un troisième projet de séparation des budgets des cultes est présenté par le Conseil d'État. Sous la volonté séparatiste se trouve une question financière. Ce n'est pas l'entretien des bâtiments qui coûte cher à l'État, puisque ce dernier est financé via un fonds de la Caisse Hypothécaire à disposition des communes, mais bien l'entretien des cultes, particulièrement ceux de l'Église catholique chrétienne, qui n'a que peu de fidèles. Néanmoins, alors que l'Église catholique romaine s'est organisée depuis plus de trente ans sans le soutien de l'État, c'est l'Église protestante qui serait, en cas de séparation, la plus grandement affectée. Il faut toute l'habileté d’Henri Fazy, conseiller d'État, et de Gustave Ador, redevenu député, pour convaincre les élus. Alors que les Genevois s'attendent à un refus du peuple de cette loi qui fédère les oppositions, dont celle des protestants, le texte passe à la surprise générale en votation populaire le 15 juin 1907. Si le vote de la loi de séparation ouvre la porte à une restitution des derniers biens confisqués, les communes conservent pour elles le fonds d'entretien à disposition à la Caisse Hypothécaire. De ce fonds, elles tireront notamment une part du capital nécessaire à la création du nouvel établissement de la Banque cantonale par fusion de la Caisse d'Épargne et de la Caisse Hypothécaire en 1994. L’adoption de la loi de séparation provoque également des divisions politiques au sein des partis, qui affectent particulièrement le parti radical. Les anti-séparatistes (vieux radicaux ou radicaux nationaux) et les radicaux opposés à toute alliance avec les socialistes quittent le parti. C'est ainsi qu’une coalition surnommée «union des gauches » et formée des indépendants, des radicaux, des jeunes radicaux et des socialistes, se retrouve majoritaire au gouvernement et au parlement de 1907 à 1918. Aux élections de 1910, les partis se morcellent. Il y a trois listes radicales.

### L'Affaire Dreyfus dans la presse genevoise
Même si l'Affaire Dreyfus se déroule en France, l'Europe s'y intéresse de près. La Suisse, et Genève en particulier, ne font pas exception. Dès 1894, la presse genevoise s'empare du sujet, d'abord comme d'un fait divers. Mais dès la fin de 1897, avec l'intervention du sénateur protestant Scheurer-Kestner, puis surtout dès l'acquittement d'Esterhazy, les journaux genevois prennent position pour ou contre Dreyfus. Deux journaux importants, le Journal de Genève (tirage quotidien 6000 exemplaires) et Le Courrier (3000 exemplaires), prennent deux partis opposés. Le premier, publication radicale et protestante, est dreyfusard, le second, journal catholique publié par l'abbé Louis Jeantet, est anti-dreyfusard.
A travers sa condamnation permanente de Dreyfus, Le Courrier publie régulièrement des propos antisémites. Il dénonce l'action de la "juiverie" (19 novembre 1897), ou les menées d'"un syndicat de complices juifs et protestants" (12 janvier 1898). Même au moment de la réhabilitation de Dreyfus en 1906, il veut croire "que, à l'instigation des puissances juives et maçonniques, la Cour de cassation avait été spécialement composée depuis onze ans en vue de la révision du procès Dreyfus» (27 juillet 1906).

## Droits des femmes
La belle époque à Genève est une période pleine d’innovations dans le secteur de l’éducation des jeunes filles, bien qu'elle reste toujours discriminatoire. “L’école secondaire de jeunes filles” (ESJF) créée en 1847, ne permettait pas aux filles d’aller à l’Université jusqu’en 1872. Cependant l'étude du latin, qui est une condition d'entrée à l'Université, n'est pas enseigné à l'ESJF avant 1900. Marie Goegg-Pouchoulin (1826-1899) contribua à l'égalité d'accès à l'université par une pétition signée par trente autres Genevoises qu'elle fit parvenir à l'Académie de Genève en 1872. Malgré cela jusqu'au tournant du siècle il n'y aura que quatre femmes inscrites comme étudiantes régulières. Le nombre d'inscription d'étudiantes Suisses fut encouragé par la présence des étudiantes étrangères qui dépassait les Suissesses jusqu'en 1911. 
En 1898, l'Union des femmes de Genève s’indigne car d’après la loi, les femmes ne peuvent pas être directrices de l'École (ESJF) et enseigner certaines branches commerciales. Mais les réticences masculines restent grandes. William Rosier, député radical, futur conseiller d'État chargé de l'Instruction publique (1906-1918) et alors enseignant de géographie à l'ESJF déclare: “L’éducation de la femme doit être envisagée pour elle-même et en tenant compte du rôle qu’elle est appelée à remplir dans la société. Prétendre que l’homme et la femme sont égaux et en déduire qu’il faut les traiter absolument sur le même pied au point de vue de (...) leur instruction, c’est fermer les yeux à l’évidence, et, de parti pris, ne pas vouloir reconnaître l’inégalité de leur constitution et la rupture d’équilibre provoquée par la différence de leurs fonctions.” Il dit également lors de la création de l’École professionnelle et ménagère des jeunes filles en 1897: “ Notre devoir est de fournir à la femme les moyens d’élargir son horizon intellectuel (...) et, en même temps, d’acquérir cette éducation ménagère qui doit faire partie intégrante de sa culture générale (...)”.
C’est en 1918 que l’Université eut sa première professeure, Lina Stern, une étudiante russe de confession juive pour qui l’accès à l’enseignement universitaire était fermé en Russie.
À cette époque, le monde du travail fait lui aussi face à des inégalités. En effet, les étudiantes diplômées rencontrent de nouveaux obstacles, par exemple les futures juristes ne peuvent pas exercer comme avocate. Les germanistes et les historiennes peuvent enseigner seulement dans des écoles de jeunes filles.
Concernant les salaires, les inégalités salariales sont très fortes. Dans les années 1890 à 1914, les salaires journaliers féminins fluctuent entre 64 % et 81 % de ceux des hommes, alors que, durant la même période, les salaires féminins représentent 57 % à 71 % dans le secteur de l’habillement. Ceux des arts graphiques représentent quant à eux seulement 40 % à 48 % de ceux de la main-d'œuvre masculine.
C'est donc sans surprise qu'à cette période, de nombreuses femmes se sont engagées dans des mouvements féministes (comme l'Association internationale des femmes aussi appelée Solidarité) en faveur des droits politiques, économiques et sociaux des femmes.

## Éducation

### École enfantine et primaire
De nouveaux arrivants, majoritairement des ouvriers, profitent du développement économique du canton pour s’y établir. Le nombre d'habitants s’accroît comme le nombre d’élèves. Des difficultés voient le jour au niveau du capital des familles puisque certaines d’entre elles devaient avoir recours à «une partie des subventions fédérales versées au DIP (Département de l’Instruction publique)» pour habiller correctement les enfants, sans quoi ils ne pouvaient pas suivre régulièrement l’école.
L’école enfantine est représentée depuis 1896 dans les 48 communes genevoises.
Les étrangers qui souhaitent joindre l'école enfantine ne parlent pas forcément le français. L’entrée de ces élèves fait face à un problème puisque l’augmentation de ces derniers retarde l’entrée des enfants en classe primaires. Par conséquent, la création de classes préparatoires a été nécessaire. L’école enfantine accueille plus de mille élèves supplémentaires entre 1900 et 1914, dont certains, ayant entre 3 et 5 ans, sont refusés. Quant à l’école primaire, le taux d’augmentation s'approche des 50 %, passant de 9 600 élèves à 14 200. En 1914, le total d’élèves en école enfantine et primaire s’élève à environ 20 000 élèves.
Les classes qui comportent plus de 40 élèves, en raison de l’augmentation du nombre d’élèves et de l’urbanisation, sont installées dans des locaux provisoires ou des arcades. La rénovation des écoles permet l'aménagement de locaux pour les cuisines, comme dans les écoles de Sécheron et des Pervenches, en 1911.
Une loi s'applique en 1911: l'école devient obligatoire jusqu'à l'âge de 14 ans. De nouvelles modifications s'ajoutent à cette loi telles que la suppression des cours d'allemand et l'instauration de cours professionnels, par exemple.

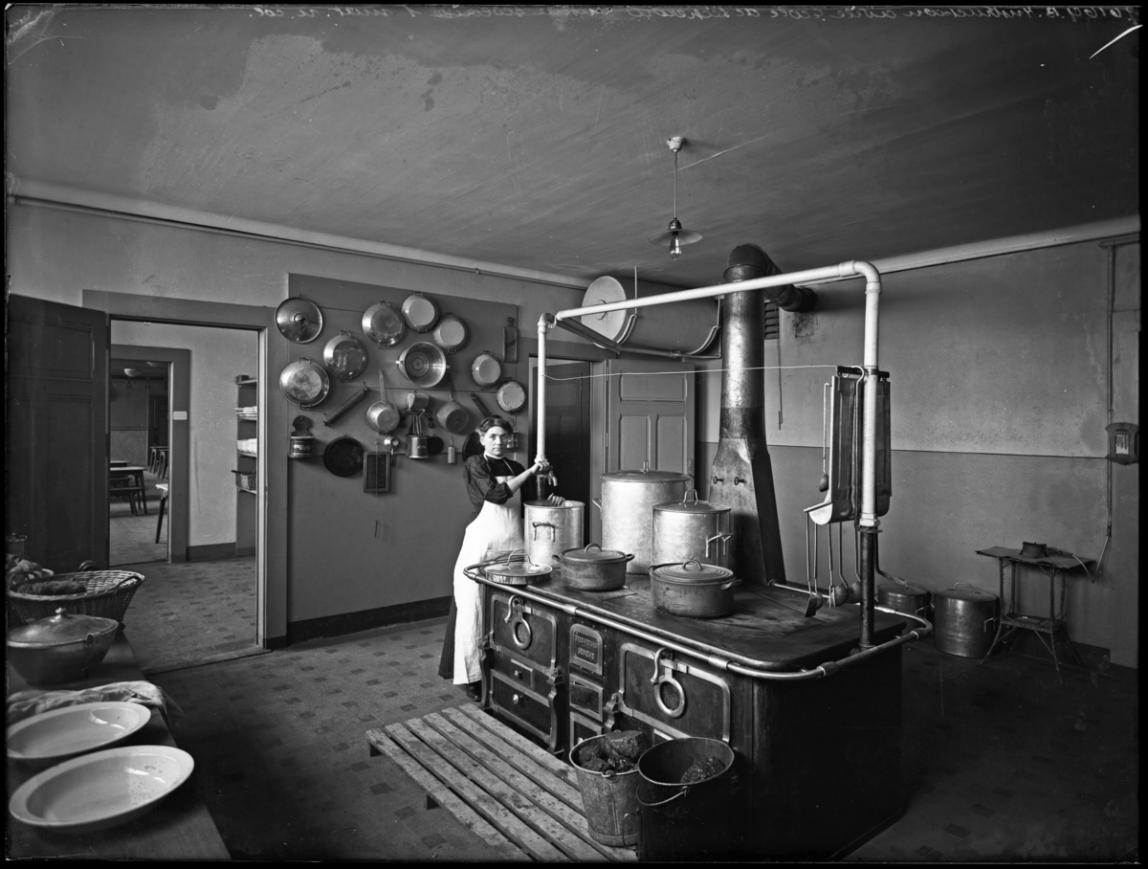
Genève, école de Sécheron: cuisine

Les institutions deviennent de plus en plus spécifiques.

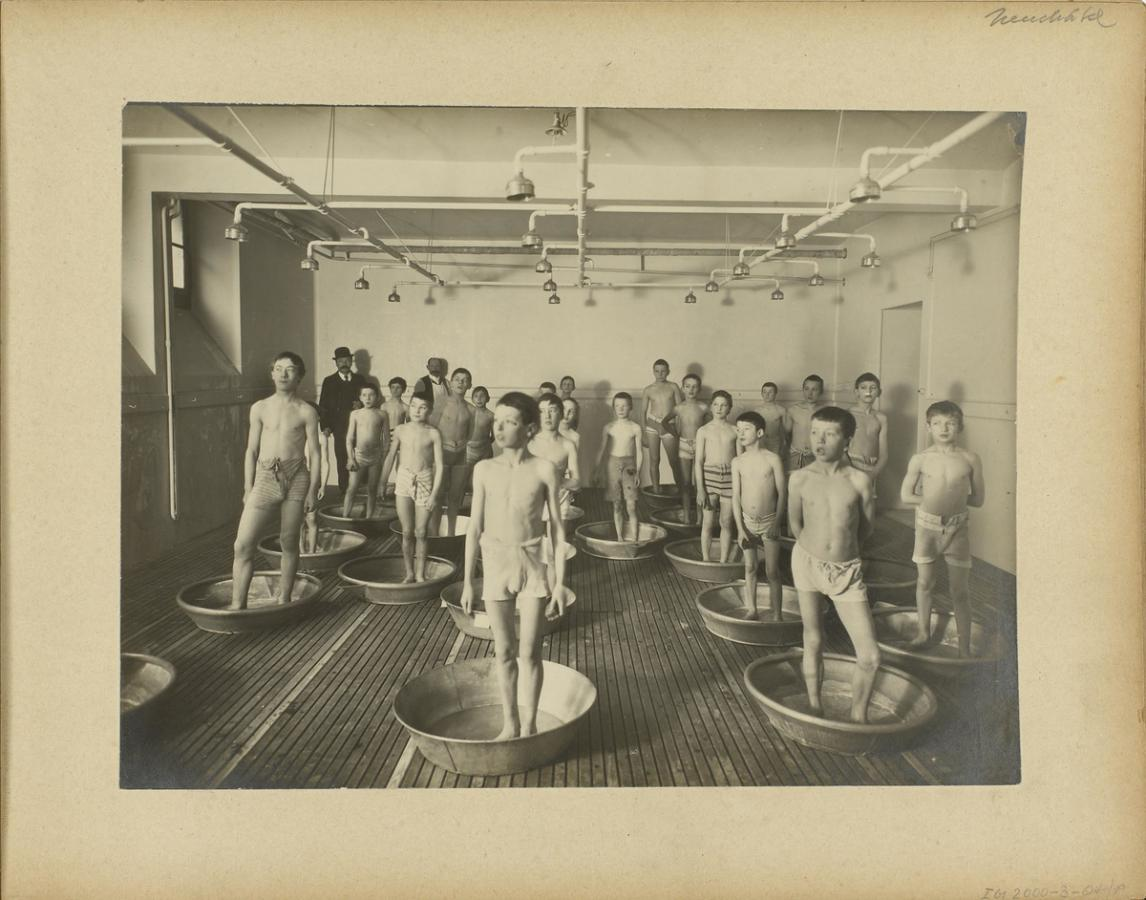
Genève, rue de Neuchâtel, école des Pâquis: douches

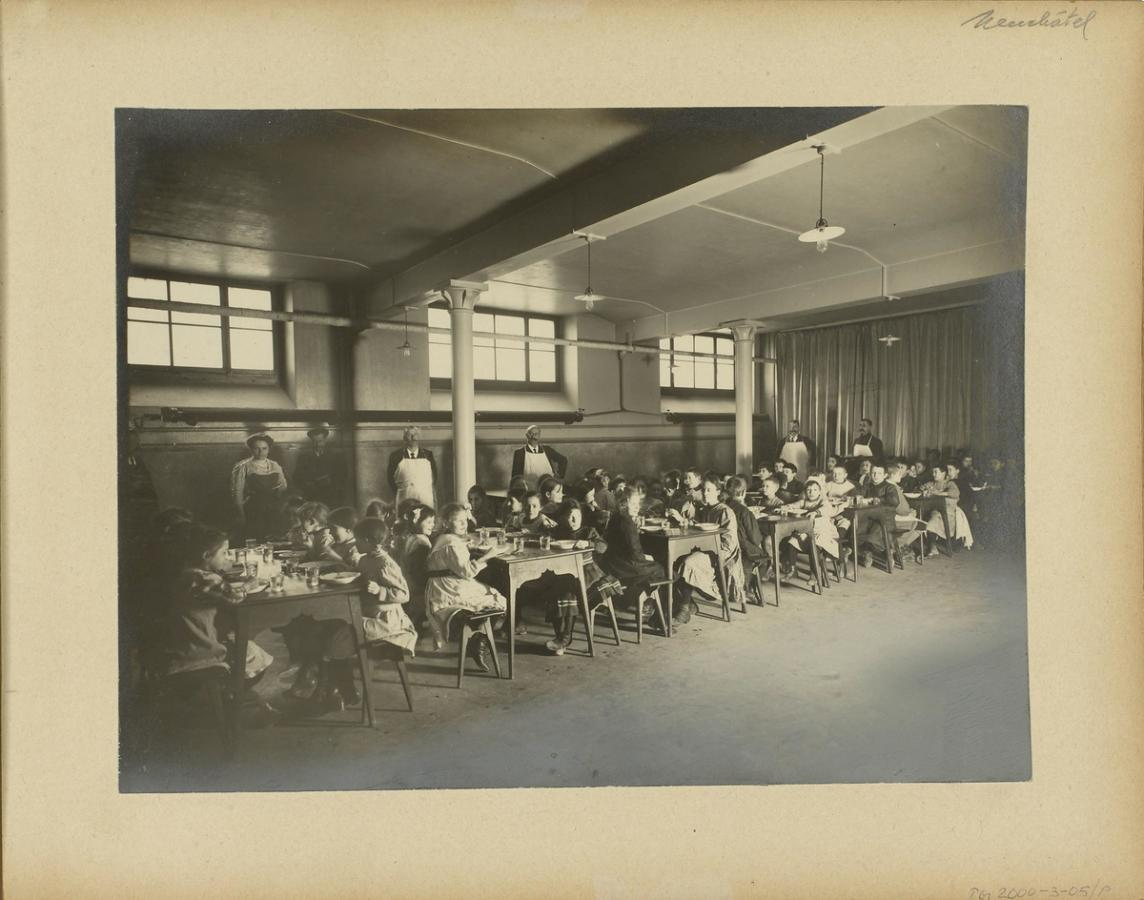
Genève, rue de Neuchâtel, école des Pâquis: réfectoire

### Classes spéciales et classes gardiennes
En 1898, des classes spéciales ouvrent dans 6 écoles pour les élèves dits «arriérés, peu doués». Entre 100 et 150 élèves rejoignent ces classes. Cependant, ces classes ne correspondent pas à chacun d'entre eux. Un établissement spécialisé est alors ouvert en 1911 pour les «élèves indisciplinés et anormaux».
Une augmentation des classes gardiennes, notamment celle du soir, se fait en raison des horaires de travail des parents. Le taux d’élèves des écoles publiques allant aux classes gardiennes augmente de 8 % à 15 % en seulement 3 ans, de 1896 à 1899. Qui dit augmentation du taux d’élève, dit augmentation des charges: 33 000 francs en 1900. Il y a des frais supplémentaires pour les allocations au personnel, sous-régents, maîtres qui sont nécessaires face à ce nombre élevé d’enfants. Ces frais sont pris sur "la subvention fédérale pour l’école primaire".
Les repas des cuisines scolaires passent de 22 000 repas à 78 000, de 1892 à 1905. Puis, jusqu’en 1914, le nombre annuel de repas se situe entre 60 000 et 70 000.
Les horaires d’ouverture et de fermeture des classes gardiennes varient beaucoup malgré le règlement fixé. Les mois d’ouverture varient également. En 1910, la proposition de commencer la séance du matin avec des classes gardiennes facultatives est instaurée. En 1909, des classes gardiennes ouvrent pendant les vacances de Noël (26-30 décembre), jusqu'en 1918. Certains parents préfèrent mettre leurs enfants en colonie de vacances plutôt que dans des classes gardiennes de vacances en raison de leurs horaires de travail qui ne coïncident pas forcément avec ceux des classes gardiennes de vacances.
Des écoles en plein air sont installées à la campagne dans le but de favoriser une meilleure santé des enfants. Le poids des élèves augmente, il y a des places de jeux meilleures que dans les rues étroites où habitent les élèves. Il y a un grand dortoir, un réfectoire, dans lequel les élèves peuvent étudier et jouer en cas de mauvais temps. Cela se passe entre mai-juin et septembre-octobre. Le retour en classe se fait sans aucun retard pour les études.
Des classes gardiennes pour l’école enfantine sont mises en place dont les occupations sont «des leçons, des chants, des jeux et des promenades». Elles sont destinées uniquement aux enfants qui ne peuvent pas être pris en charge pendant la journée par les parents.
En 1913, un horaire type pour les classes gardiennes est mis à disposition:

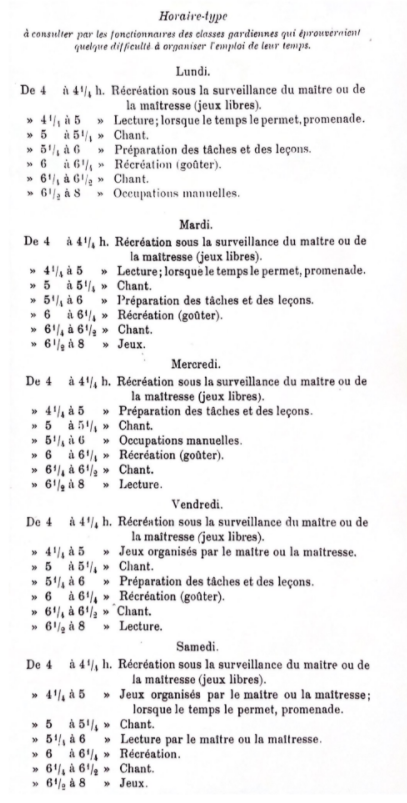
Exemples d'horaires-types pour les classes gardiennes.

### École des jeunes filles
En 1886 , la loi rend désormais l’école obligatoire pour les enfants de 6 à 15 ans. Après cette formation les jeunes filles ont le choix entre trois voies, littérature, pédagogie et commerciale, si elles veulent ou peuvent continuer leurs études à l'École secondaire des jeunes filles (ESJF). Ce n’est qu’en 1909 que les jeunes filles,  après avoir passé les examens de maturité désormais accessibles, pourront considérer l’Université comme une option.

Il est également important de noter que l’École professionnelle et ménagère des jeunes filles a été fondée en 1897. 

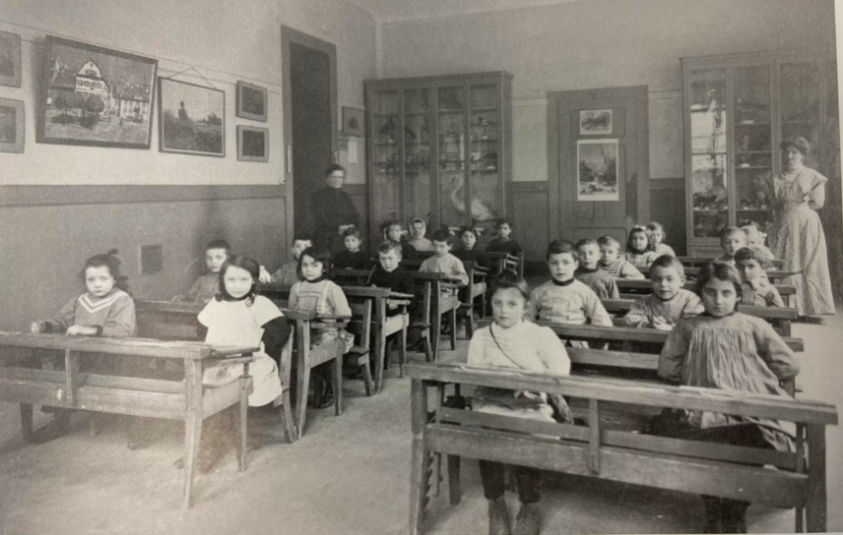
École enfantine des jeunes filles, salle de classe, 1914

## Vie quotidienne

### Travail au quotidien
Malgré le terme “Belle Époque”, on peut noter des conditions de travail très pénibles et très dures au début du XXe siècle. La majorité des travailleurs n’ont pas d’horaires réguliers, commencent en principe aux alentours de 7 h et finissaient vers 21 h, du lundi au samedi voire parfois le dimanche matin également. Les heures supplémentaires ne sont pas payées et le repos du dimanche ne s'obtient qu’après de longues heures de négociation. Les femmes constituent alors plus du tiers de la population active du canton de Genève. Elles travaillent surtout dans le secteur de l’économie et plus précisément dans l’industrie du textile et de l’habillement, dans les services domestiques, dans le commerce, dans l’hôtellerie et la restauration ou bien encore l’instruction et l'éducation.

### Vélocipèdes
À partir de 1890-1900 les vélos, qui étaient auparavant un bien luxueux que seuls les acrobates ou les personnes les plus fortunées pouvaient s’offrir, se répandent dans tous les milieux sociaux, en majeure partie dans la classe ouvrière. La bicyclette devient un moyen de transport indispensable durant les décennies suivantes.

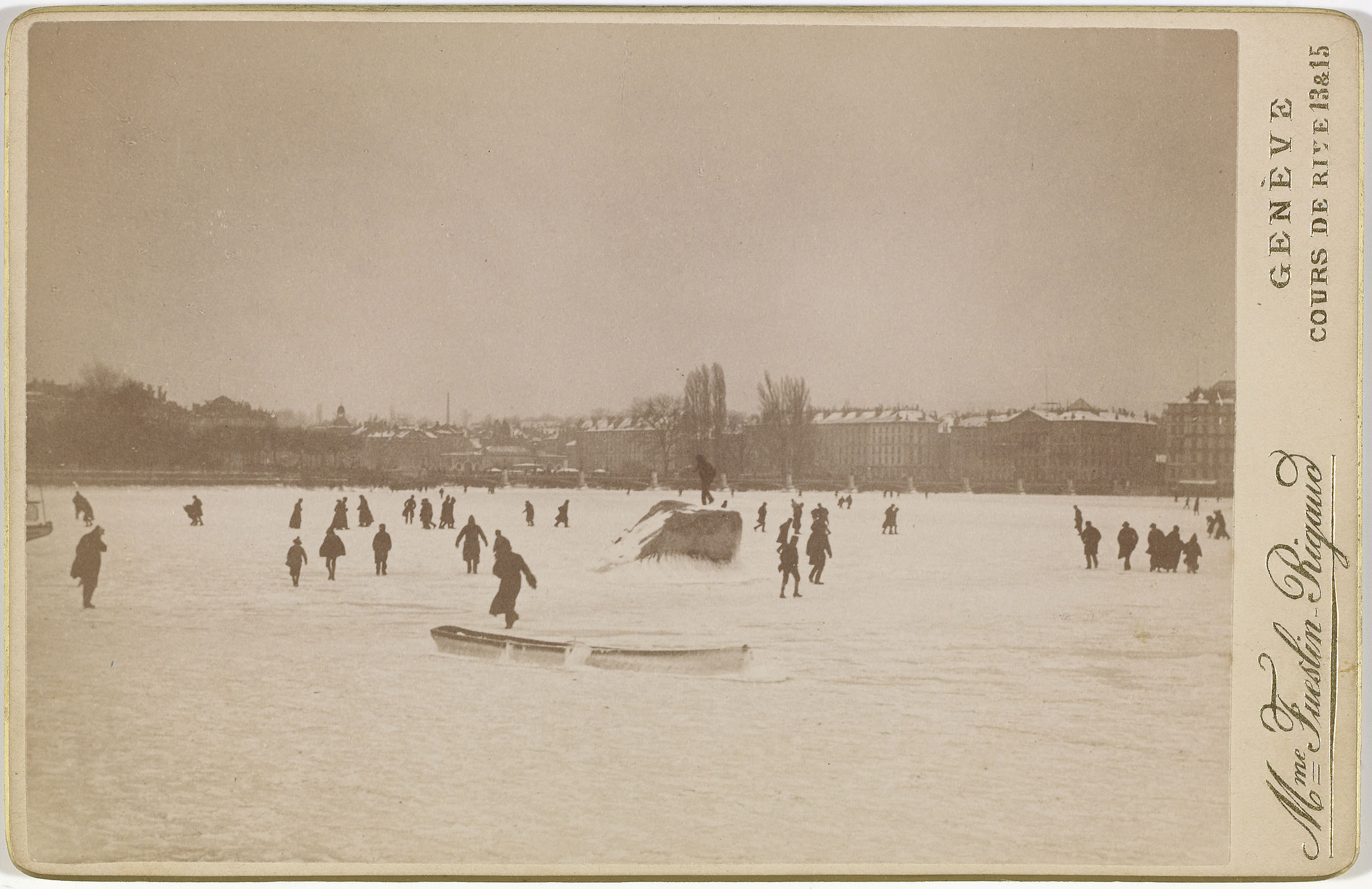

### Promenades au bord du lac
Le jet d’eau, en 1900, n'est allumé que les dimanches et les jours de fêtes. Le fait que le jet d’eau n’est pas souvent allumé est dû à sa consommation d’eau si importante qu'elle provoque de graves perturbations dans la distribution d’eau aux usagers. Un des loisirs des Genevois durant l’hiver était de patiner sur le lac Léman gelé.

### Mode
La mode durant cette période est assez stricte surtout en ce qui concerne les femmes. Il est interdit pour les dames de dévoiler leurs mollets ou bien encore leurs chevilles. Cependant, l’exhibition de la poitrine est vue comme un outil de séduction et non pas comme quelque chose de vulgaire ou un manque de pudeur. Les femmes de la bourgeoisie portent de longues robes accompagnées d'accessoires tels que des ombrelles, utilisées pour protéger le teint du soleil. Elles sont aussi munies d’un petit sac, et d’un chapeau qui est un accessoire élémentaire, car à l’époque il est très mal vu de sortir tête nue. Et les femmes bourgeoises qui peuvent se le permettre, portent aussi des pendentifs ou bien encore des broches, selon la mode en 1900.

### Confort
Durant la Belle époque à Genève, l'électricité est inexistante dans les foyers, les habitants doivent utiliser des lampes à pétrole ou à l’huile, la cuisine se fait soit au bois ou au charbon.
Au sein des classes populaires, l’eau courante froide a de la peine à arriver à l'habitation. Il n'y a pas de salle de bains dans les logements, les toilettes sont souvent partagées entre des appartements et il n’y a qu’un seul robinet d’eau courante froide par maison. Les enfants d'une même famille partagent souvent le même lit. L'éclairage public électrique fait son apparition.

### Taudis
Les taudis de la Belle époque étaient qualifiés d'insalubres, car ils présentaient des logements où manquaient l’air et la lumière, entre autres causé par l’entassement des habitations. Ces conditions de vie pouvaient contribuer au développement de certaines maladies infectieuses.
Les taudis se trouvaient en particulier dans la vieille ville du côté des Rues Basses, ainsi que dans le quartier de Saint-Gervais, celui du Seujet et de l’Ile.
Les personnes qui habitent dans des logements insalubres vivent dans des conditions misérables : la suroccupation des logements mène à des mauvaises odeurs en addition  au manque de lumière et d’air salubre. Cela permet aux maladies de se propager plus facilement. Un des moyens de limiter ces propagation est d’assainir les logements insalubres. Cela permet aux habitants des taudis d’avoir de meilleures conditions de vie. Si on prend l’exemple de la tuberculose, l’assainissement de ces logements a permis à la population genevoise d’avoir un air salubre et une meilleure hygiène. Grâce à ses actions, le taux de mortalité par tuberculose a diminué de 13% entre 1893 et 1910.
Durant la Belle époque, trois aspects préoccupent Genève : celui de la haute mortalité, de l’hygiène et de l’esthétique de la ville. Ces préoccupations ont donné lieu à la mise en place de la loi de 1895, contenant deux projets, parmi lesquels un concerne les taudis. Celui-ci porte sur la salubrité des logements et l’aménagement des nouveaux quartiers. Ce projet contient les données techniques nécessaires à la mise en place de logements salubres. C’est ainsi qu’une nouvelle manière de construire naît et la construction des nouveaux quartiers est contrôlée par les autorités. C’est cette réglementation qui est novatrice : il faut des autorisations et un plan avant de construire. Cette loi, malgré son apport en innovations, n’a pas vraiment porté ses fruits car les taudis restent un problème central au début du XXe siècle.
Dans le cadre de l’amélioration des logements insalubres, des sociétés sont créées. La Société pour l’amélioration du logement, inspirée par la Société genevoise d’utilité publique, est créée en 1892 par l’architecte Charles Barde. Elle a pour rôle de se charger d’analyser les problèmes du logement à Genève et plus particulièrement celui de la classe ouvrière. Pour aboutir à son dessein, elle participe à la création de lois et elle élabore des plans pour la construction de logements bon marché. Elle publie un bulletin pour faire part de son activité et de la promouvoir. Elle poursuit son activité jusqu’en 1927.

## Sports et loisirs

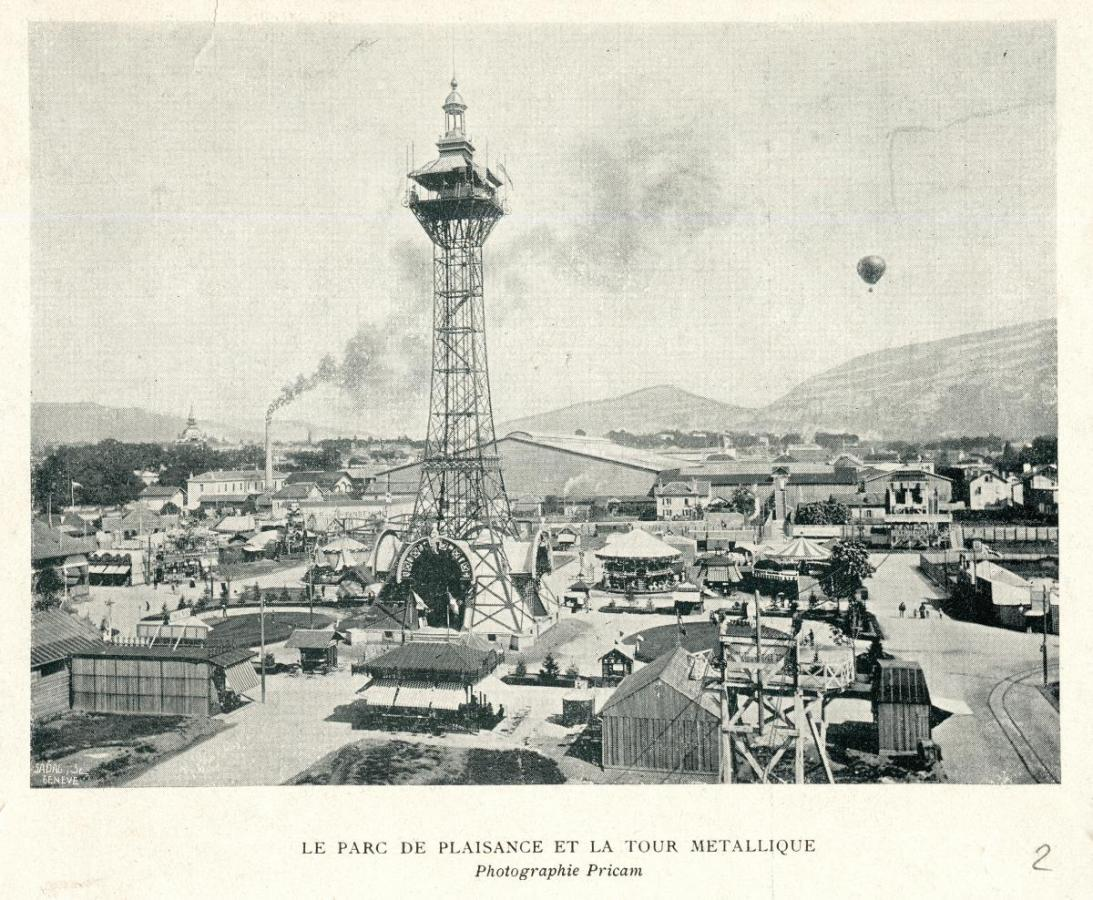
Parc de Plaisance, exposition nationale, 1896.

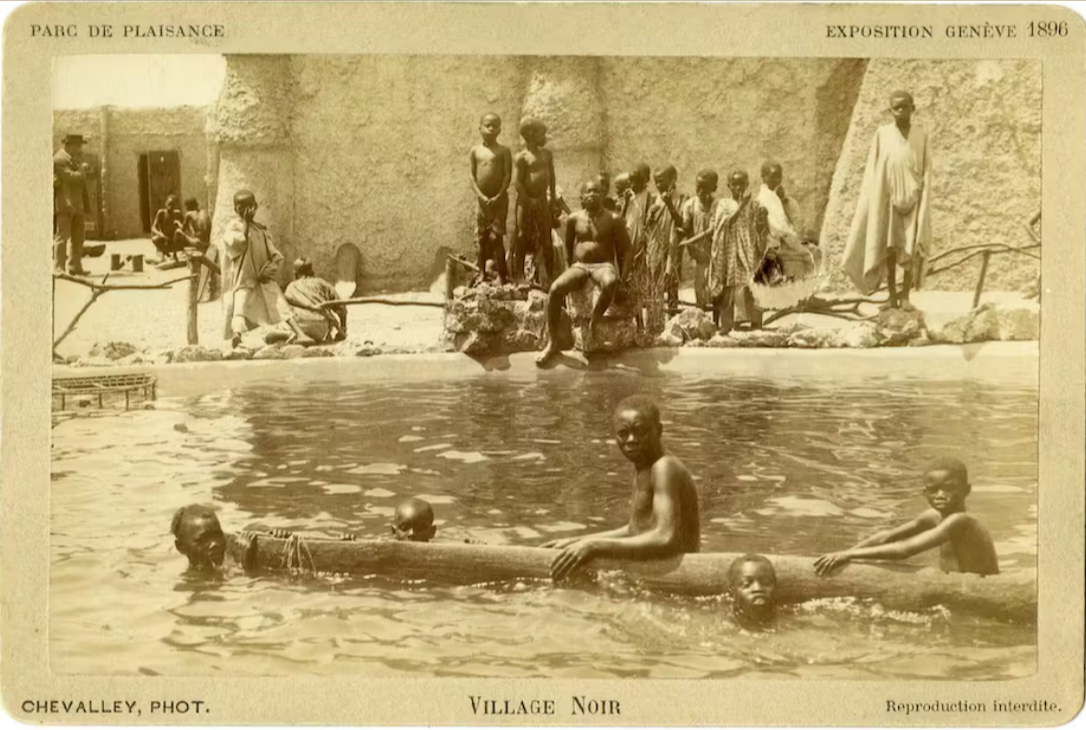
Le “Village Noir”, exposition nationale, 1896.

Un essor d’activités sportives et de loisirs se produit pendant cette période. En effet, bien que la Suisse soit un pays connu pour la force physique de ses hommes notamment grâce à l’armée, avant l’explosion des activités sportives, le passe-temps de la population était d’aller dans des bars et de boire de l’alcool. Le sport se met à concurrencer les bistrots et améliore la santé des Genevois. Les activités sportives restent plus accessibles aux personnes aisées, mais la diminution progressive des horaires de travail ainsi que l'augmentation des salaires permettent à un nombre toujours plus grand de personnes d'en profiter.
Une multitude de clubs sont fondés tel que le Football Club de la Servette le 20 mars 1890, au départ un club de rugby qui devient le club de football le plus connu de Genève ; le Tennis Club Genève, fondé en 1896; ou encore la section de l’aviron de la société Nautique de Genève en 1892, entre autres.
Genève, grâce aux Anglais, accueille des courses hippiques implantées en 1902 à l’hippodrome des Charmilles. L’équitation, qui autrefois était une nécessité à l’armée, devient un sport prisé.
Les Genevois, cependant, ne font pas que du sport. D’autres loisirs occupent leur temps libre, comme aller au cirque ou encore au cinéma. Plainpalais accueille un cirque où les habitants se pressent le dimanche. En 1896, ils assistent aux premières représentations cinématographiques de Suisse, au Palais des fées dans le Parc de Plaisance.
Lors de la Belle Époque, Genève accueille de grands événements tels que la première exposition nationale Suisse de l’Automobile et du cycle à Genève en 1905, encore, l’exposition nationale Suisse du 1er mai au 15 octobre 1896.
Le but de l'exposition de 1896 est de présenter et de faire apprécier au peuple suisse ses propres forces. On y présente des domaines des sciences, des arts et des métiers, de l’agriculture, l’instruction publique et l’économie sociale. Elle comprend un village suisse, mais également un “village nègre”. Les personnes exhibées sont issues de la tribu Seck du Sénégal. Ce zoo humain connaît un grand succès, c’est l’un des principaux divertissements au Parc de Plaisance.

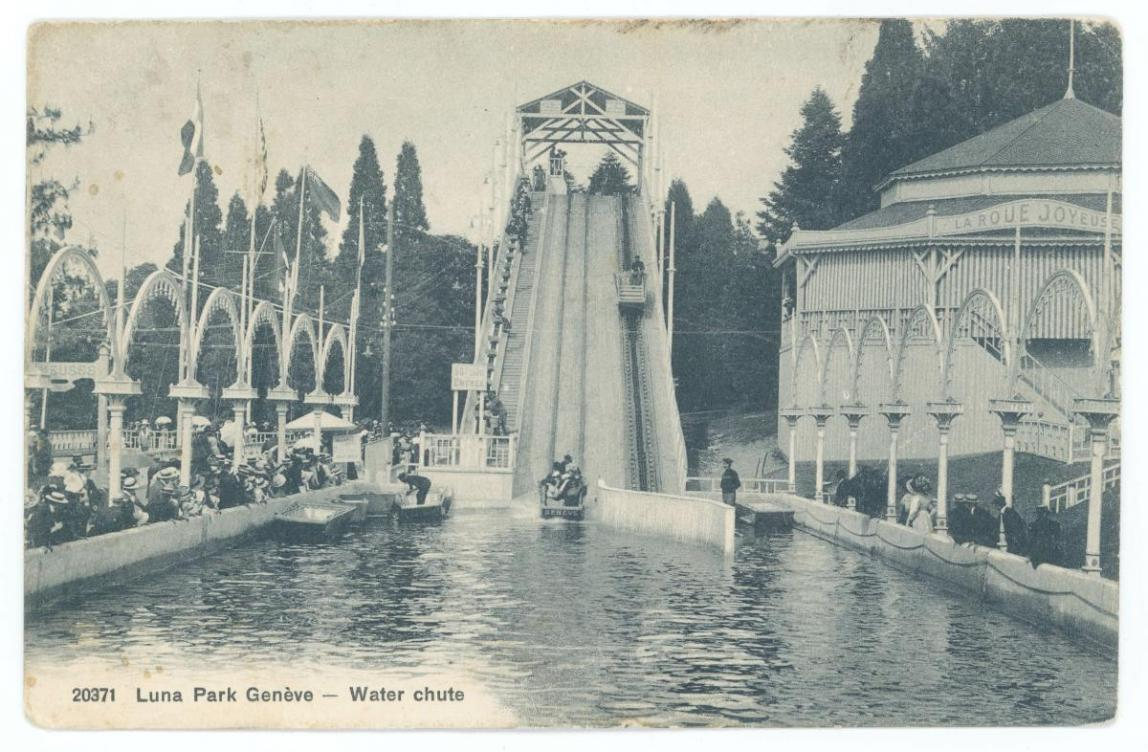
Le toboggan du Luna Park, 1911.

En 1911, le parc des Eaux-Vives accueille le Luna Park, fameux parc d'attractions.

## Urbanisme

### Plan d'extension
En 1895 une nouvelle loi voit le jour : Le Conseil d'État doit élaborer un plan d’extension des voies de communication de la ville et des communes; Carouge, Eaux-vives, Plainpalais, Petit-Saconnex. Il mandate l’architecte Jacques-Elisé Goss et l'ingénieur Henri Veyrassat pour étudier les propositions.
En 1896, le plan sur l’extension des voies de communication de la ville de Genève est publié. Il est divisé en trois sections.
La première section du plan porte sur la réorganisation ou la construction des voies de communications de la rive droite avec la commune du Petit-Saconnex et la partie adjacente de la ville de Genève. La deuxième section porte aussi sur la construction et la réorganisation de la commune des Eaux-Vives, une partie de la commune de Plainpalais et les quartiers adjacents de la ville de Genève. Et la troisième section concerne une partie de la commune de Plainpalais et des quartiers adjacents de la ville de Genève.
Genève est divisé en quatre secteurs : la vieille ville, les nouveaux quartiers sur l'emplacement des fortifications, les communes suburbaines (Eaux-Vives, Plainpalais, Petit-Saconnex...) et les terrains de campagne ou de ville.
Un projet est proposé afin de qualifier et d’articuler ces quatre secteurs afin que l’agglomération devienne une vraie ville. Un réseau d’artères principales et secondaires est défini afin de relier chacune de ces différentes entités.
Les gares : Cornavin, Eaux-Vives, Carouge et Praille sont toutes reliées entre elles. La gare centrale est prévue à la Praille pour les marchandises et les entrepôts. Elle devient une zone industrielle.
Les anciens bâtis et appartements de la vieille ville sont conservés, mais les rues principales sont élargies afin de faciliter la circulation et permettre une meilleure ventilation, et ainsi respecter un règlement sur l'hygiène prévu pour faire baisser la mortalité en ville.
Le projet de développement de la ville de Genève est en cercles concentriques, du noyau urbain jusqu’à la campagne.
En 1897, l'architecte Henri Hedmann s’occupe de la 3e section qui consiste à modifier la morphologie du territoire et le rapport d’eau.

### Transports
En 1868, la première ligne de tramways à vapeur est mise en service entre Genève et Veyrier. Dès 1884 les trams à vapeur sont remplacés par des tramways électriques. Le pont du Mont-Blanc d'abord construit en tôle en 1862 est rénové en 1900 à la suite du plan d’élargissement de la ville et des transports. À la fin du XIXe siècle, Genève connaît une émergence du tourisme ce qui amène à la construction d’un bateau avec une capacité de 1 200 passagers sur le lac Léman et plus particulièrement à Genève. Il est inauguré en 1896 et permet donc de voyager sur le lac Léman, entre Genève et le canton de Vaud. En 1882 la Confédération construit un réseau téléphonique à Genève.
En 1913 l’avenue de la gare est déjà construite et plusieurs voies prévues seront réalisées ultérieurement.

### Énergie
En manque de charbon, Genève compensera cette source énergétique en faisant tourner ses machines hydrauliques. De nombreux chantiers s'implantent le long des voies d’eau genevoises, tels que l’usine hydraulique du Pont de la machine ainsi que le bâtiment des forces motrices, tous deux construits en 1892.

## Architecture
L’architecture à Genève à la Belle époque est caractérisée par trois périodes. Après la guerre franco-prussienne de 1870, Genève s'accroît fortement grâce à l'urbanisation. En effet, de nombreux quartiers sont construits entre la campagne et les anciennes fortifications. Ces quartiers ne sont plus construits sous l’influence du classicisme comme auparavant, mais dans un nouveau style : l'architecture éclectique. Des ferronneries sont moulées pour les décors des sols des halls d’entrée ainsi que pour les balcons. C’est la première période qui s'étend de 1870 à 1899 et qui est caractérisée par un mélange de différents styles.

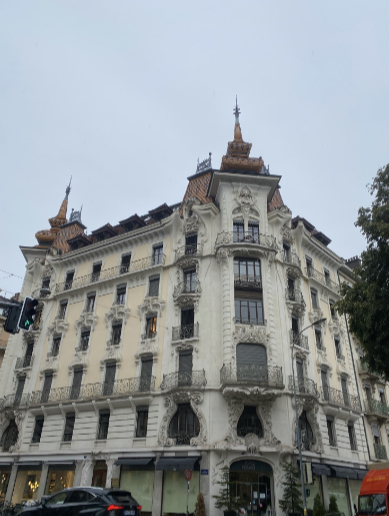
Vue de la Maison des Paons

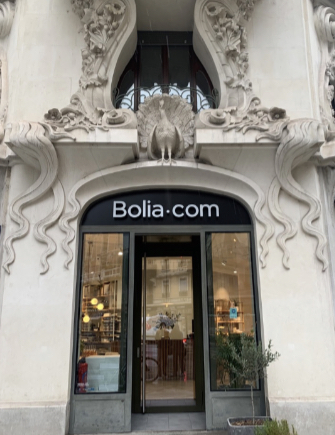
Vue de l'entrée de la Maison des Paons avec son animal représentatif et ses courbes

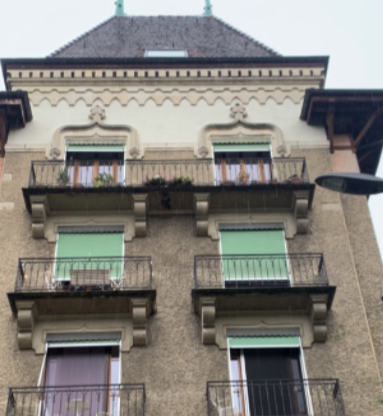
Vue de la maison se trouvant au chemin de Clos-Belmont 20

La deuxième période débute en 1890 et se termine en 1914. Durant cette période deux styles totalement différents apparaissent dans l’architecture genevoise. Le premier style apparaissant est celui de l'Art nouveau. Les bâtiments sont alors caractérisés par des formes naturelles et fantastiques telles que des courbes de plantes et de fleurs ce qui donne une sensation de dynamisme et de mouvement aux bâtiments. Il y a une utilisation accrue de matériaux modernes pour créer des formes inhabituelles et de plus grands espaces ouverts, comme la Maison des Paons se situant au 7 de l’avenue Pictet-de-Rochemont. Si la Maison des Paons est un des exemples les plus remarquables de l’architecture de style Art nouveau à Genève, elle possède cependant quelques touches helvétiques. Construite entre 1902 et 1903 par les architectes Ami Golay et Eugène Cavelli, elle a subi plusieurs rénovations. La première a détruit les flèches des deux tours et les vitrines du magasin en bas. Le nom de cette maison vient des deux paons et de nombreux décors qui enrichissent la façade.
Le deuxième style de cette période est le Heimatstil, qui est à la recherche de la nouveauté tout en créant un lien avec une tradition architecturale perçue comme proprement suisse. C’est une architecture centrée autour de la patrie. Les bâtiments construits valorisent alors l’artisanat, l’utilisation du fer forgé et de la sculpture décorative comme pour cet immeuble situé au 20 chemin de Clos-Belmont. Cet immeuble a aussi des inspirations gothiques et des tendances médiévales,.
De plus, comme l'école est rendue obligatoire en Suisse en 1874, beaucoup d’écoles primaires sont construites partout à Genève. L’architecture intérieure utilisée dans la construction de ces dernières, reflète les valeurs que l'on voulait transmettre aux enfants. Construire des salles rectangulaires avec de grandes fenêtres ainsi que placer les pupitres tournés vers le maître permet de montrer l’ordre et la hiérarchie. Le style Heimatstil spécifique aux écoles naît alors, caractérisé par ses cheminées, les petites tourelles et ses clochetons. L’allure luxueuse des écoles construites dans ce style leur a alors donné le surnom "des petits palais du peuple". Les architectes Joss et Klauser essayèrent de construire une école avec 10 pavillons disséminés, mais ne connurent pas de succès.
Pour finir, la troisième et dernière période s'étend de 1907 à 1920. Durant cette période, Genève retourne vers un style classique. L’architecture se détourne des fantaisies de l’Art nouveau et du pittoresque suisse pour revenir à la simplicité. Toute construction devient très géométrique et symétrique. L’architecture tente alors d’exprimer la beauté des moyens de construction et des matériaux utilisés comme pour l'immeuble, situé aux 56 à 58, rue de Saint-Jean.
La Suisse n'ayant subi que peu de dégâts pendant la deuxième guerre mondiale, les bâtiments de la belle époque sont encore intacts dans les villes. On peut voir des exemples d’architecture de la belle époque dans la vieille ville de Genève, le quartier de Plainpalais et les nombreuses écoles primaires comme l’école de Sécheron et de la Roseraie.

## Vie musicale

### Musique de chambre et concerts symphoniques
La musique de chambre est très présente dans la vie musicale genevoise, notamment par les nombreux ensembles qui la pratiquent en amateur. Le violoniste Henri Marteau, professeur dans les classes de virtuosité du Conservatoire, fonde une société de musique de chambre en 1900, qui deviendra les Concerts Marteau. Cette société joue un rôle majeur dans la diffusion des œuvres modernes. Dès la mort de Hugo de Senger en 1892, des concerts symphoniques sont toujours donnés par l’orchestre de la ville, qui assure aussi les services du Grand Théâtre. Ce dernier est un opéra de répertoire qui a sa propre troupe et qui joue presque toutes les soirées. Ce qui ne laisse que peu de temps à l’orchestre pour la préparation des concerts. L’abonnement annuel ne comprend que 10 concerts de l’orchestre par saison, ces derniers sont donnés le samedi. Willy Rehberg (de), le successeur de Hugo de Senger, donne sa démission en 1907. Le pianiste, Edouard Risler, le remplace et ce dernier se fait également remplacer par l’un des derniers élèves du célèbre Liszt, Bernhard Stavenhagen. Ce dernier est professeur de la classe de virtuosité de piano au Conservatoire. Stavenhagen impose des auteurs germaniques tels que Brahms, Mahler et Strauss, ce qui donne une nouvelle dynamique aux concerts d’abonnement. Il poursuit son affaire jusqu’à sa mort, en l’année 1914, qui marque un tournant important dans la vie musicale de Genève.

### Le triomphe de Jaques-Dalcroze
Un vaste théâtre a été construit dans l’enceinte du parc Mon-Repos afin qu’il puisse accueillir le Festspiel (Festival), qu’on avait commandé à Emile Jaques-Dalcroze afin de célébrer le centenaire de l’entrée de Genève dans la confédération. À ce moment, Jaques-Dalcroze vit encore à Hellerau en Allemagne où il dirige un institut de rythmique. À peine les représentations terminées, la déclaration de guerre vient empêcher son retour en Allemagne. Il est, par la suite, banni de Hellerau pour avoir signé une pétition visant à protester contre les bombardements des monuments historiques par les armées du Kaiser. Certaines personnalités genevoises, tels que le psychologue Edouard Claparède et l’écrivain Jacques Chenevière comprennent l’urgence de lui donner les moyens de poursuivre son action. Grâce à leur appui, il ouvre son Institut Jaques-Dalcroze qui forme des rythmiciens venus de toute part.

### Concours de musique du 16 au18 août 1902
En 1902, du 16 au 18 août, un concours musical de grande envergure a eu lieu à Genève. Cet évènement suscite un énorme engouement et attire une centaine de milliers de personnes.
Cet évènement compte plus de 9 000 participants divisés en 53 harmonies, 52 chorales, 106 fanfares, 5 sociétés de trompes de chasse, 14 sociétés de trompettes, 9 estudiantinas et ocarinistes. Le jury, composé d’environ 130 personnes, comprend notamment le célèbre compositeur, le président, Vincent d’Indy. Seule une vingtaine de sociétés participant au concours étaient suisses contre plus de 200 sociétés françaises. Parmi ces sociétés françaises, un nombre non négligeable venait de Tunisie et d’Algérie.

### Invention de la rythmique
Dès le début du XXe siècle, les idées pédagogiques d’Emile Jaques-Dalcroze qui ont pour but de fusionner l’expression corporelle et musicale se développent.
Comme il l’écrit en 1898 déjà : “Je me prends à rêver d’une éducation musicale dans laquelle le corps jouerait lui-même le rôle d’intermédiaire entre les sons et notre pensée, et deviendrait l’instrument direct de nos sentiments”.
C’est donc dans l'objectif de créer un équilibre entre émotion, corps et musique qu’il consacre toute son énergie jusqu’en 1903 à la création de la gymnastique rythmique.
Jaques-Dalcroze émet des idées qui rejoignent un idéal partagé par nombres d’autres personnalités, qui veulent faire entrer l’air et le soleil dans le monde musical et dans la vie culturelle et la libérer des contraintes qui la régissent, tels Edouard Claparède, Maria Montessori, Pierre de Coubertin ou Robert Baden Powell.